# Genthod
Genthod est une commune suisse du canton de Genève située sur la rive droite du Léman. 

## Géographie

### Situation

Drapeau de Genthod

La commune de Genthod s'étend sur 2,87 km2. Lors du relevé de 2013-2018, les surfaces d'habitations et d'infrastructures représentaient 56,4 % de sa superficie, les surfaces agricoles 33,8 % et les surfaces boisées 7,7 %.
La commune comprend les localités de Genthod, Les Rousses, Pierre-Grise et Rennex, ainsi que les hameaux du Creux de Genthod, Malagny et de Rennex.

### Communes limitrophes
|                        | Versoix  |  |
| Bellevue, Collex-Bossy | Genthod  |  |
|                        | Bellevue |  |

### Voies de communications
La commune est traversée principalement par la route nationale n°1.

### Transports
La commune est desservie par les Chemins de fer fédéraux suisses (CFF) avec les gares de Genthod - Bellevue et du Creux-de-Genthod et par les Transports publics genevois (TPG) avec les lignes 50 et 52.

## Toponymie
La commune est appelée Zhantou en patois genevois.

## Histoire
Genthod, durant l'Antiquité, était habité par des Helvètes et des Romains. Au Moyen Âge, Genthod faisait partie du mandement  de Peney et dépendait de l'évêque de Genève. En 1328, ce dernier donne des terres à la famille de Genthod, qui possède une maison forte dans le village. À partir de 1541, la seigneurie de Genève, tenue par des familles bourgeoises de cette ville jusqu'en 1798, prend possession du village. Toutes les communes entourant Genthod étaient catholiques, tandis que Genthod était protestant, ce qui a créé de nombreux problèmes[réf. souhaitée]. Cela s'est résolu au traité de Paris de 1749. 
Genthod est devenu une commune genevoise en 1816.
Après la Réforme, le village est relié à la communauté protestante de Moëns. À la fermeture du temple de Moëns en 1685, Genthod fut desservi  par un pasteur de Genève, puis devint une communauté indépendante en 1817. Le temple actuel date de 1869.

## Politique et administration

### Administration
L'exécutif de la commune de Genthod compte trois membres : le maire de la commune et deux Conseillé administratif. Les membres sont élus pour une période de cinq ans. L'exécutif de la commune, entré en fonction le 1er juin 2025, se compose de la façon suivante :
| Identité        | Étiquette                 | Étiquette | Fonction (2025-2026)       | Dicastères                                                               |
| --------------- | ------------------------- | --------- | -------------------------- | ------------------------------------------------------------------------ |
| Geneviève Cadei | Vivre à Genthod           |           | Conseillère administrative | Culture, Sports et Loisirs -Finance, administration et économie publique |
| Chrales Buffles | PLR                       |           | Conseillé administratif    | Sécurité - Bâtiments et travaux publics                                  |
| Karen Guinand   | Intérêts de Genthod (GIG) |           | Maire                      | Aménagement et mobilité - Sociales et naturalisations - Environnement    |

Le Conseil municipal de Genthod (pouvoir législatif de la commune) compte 17 membres. Les conseillers municipaux sont élus pour une période de cinq ans. Le Conseil municipal exerce des fonctions délibératives et consultatives mais il ne peut pas rédiger des lois. Lors du renouvellement du Conseil municipal lors des élections du 23 mars 2025, le conseil municipal de Genthod est réparti comme suit :
| Parti                                         | Voix | Suffrages en % | +/-   | Sièges | +/- |
| --------------------------------------------- | ---- | -------------- | ----- | ------ | --- |
| Groupement pour les Intérêts de Genthod (GIG) | 320  | 38,00 %        | 1,91  | 6 / 17 | 0   |
| Vivre à Genthod                               | 210  | 25,29 %        | 2,91  | 5 / 17 | 0   |
| Parti libéral-radical (PLR)                   | 203  | 24,74 %        | 3,25  | 4 / 17 | 1   |
| Le Centre (LC) - Vert'libéraux                | 90   | 11,98 %        | 11,98 | 2 / 17 | 2   |

### Liste des maires
| Période       | Période       | Identité                 | Étiquette | Étiquette                                                | Qualité |
| ------------- | ------------- | ------------------------ | --------- | -------------------------------------------------------- | --- |
| 1801          | 1806          | Antoine Saladin          |           |                                                          | Premier maire de Genthod, sous le régime français |
| 1806          | 1835          | Alphonse de Saussure     |           |                                                          | |
| 1835          | 1850          | Jean-Pierre Gaillard     |           |                                                          | |
| 1850          | 1900          | Théodore de Saussure     |           |                                                          | |
| 1900          | 1914          | Henri Édouard Naville    |           |                                                          | |
| 1914          | 1926          | Frédéric Dominicé        |           |                                                          | Démission en 1926 |
| 1926          | 1927          | Guillaume Fatio          |           |                                                          | Adjoint au maire de 1914 à 1926; élu en 1926 pour remplacer le maire démissionnaire, il accepte la charge uniquement jusqu'à la fin de la législature, en 1927. |
| 1927          | 1947          | Jean-Ernest Wenger       |           |                                                          | |
| 1947          | 1963          | Julien Leuba             |           | Radical                                                  | Adjoint au maire de 1943 à 1947 |
| 1963          | 1963          | Victor Gautier           |           | Libéral                                                  | Démission pour raison de santé en décembre 1963 |
| 1964          | 23 mai 1971   | Pierre Margot            |           | Groupement des employés, artisans et ouvriers de Genthod | Adjoint au maire Victor Gautier depuis 1957, il est seul candidat pour le remplacer et est élu tacitement en janvier 1964.                                      |
| 23 mai 1971   | 1983          | Charles-Hermann Bésuchet |           | Groupement des employés, artisans et ouvriers de Genthod | |
| 1er juin 1983 | 14 avril 1988 | Robin Buffle             |           | PLS                                                      | Décédé en cours de mandat le 14 avril 1988 |
| 30 mai 1988   | 31 mai 2011   | Yvonne Humbert           |           | PLR                                                      | Députée au Grand Conseil du canton de Genève de 1985 à 2001 |
| 1er juin 2011 | 31 mai 2015   | François Mazenod         |           | PLR                                                      | |
| 1er juin 2015 | 31 mai 2020   | Wolfgang Honegger        |           | PLR                                                      | |
| 1er juin 2020 | en cours      | Joël Schmulowitz         |           | Vivre à Genthod                                          | Adjoint au maire de 1999 à 2011 |

### Élections cantonales
Lors des élections cantonales au Grand Conseil du 2 avril 2023, les habitants de la commune votent pour le Parti libéral-radical à 23,44 %, l'Union démocratique du centre à 13,53 %, le Parti socialiste à 11,72 %, Les Verts à 11,24 %, Le Centre à 10,92 %, le Mouvement citoyens genevois à 10,47 %, les Vert'libéraux à 8,42 %, Libertés et Justice sociale à 6,81 %, Ensemble à Gauche à 1,38 %, la Liste d'Union Populaire à 1,05 %, Civis à 0,80 % et Elan radical à 0,22 %. La participation était de 43,84 %.

## Population et société

### Démographie
La commune compte 2 896 habitants au 31 décembre 2023 pour une densité de population de 1 009 hab/km2. Sur la période 2010-2023, sa population a augmenté de 7,0 % (canton : 14,6 % ; Suisse : 9,4 %).  

### Écoles
Genthod comporte deux écoles : l'école de Genthod (école primaire publique) et la « Geneva English School », une école privée de langue anglaise qui scolarise les enfants de 3 à 11 ans.
L'école de Genthod a été construite en 1943 et a été accompagnée d'une nouvelle aile construite en 1986.

### Sports et loisirs
Genthod met à disposition plusieurs centres de loisirs, le centre sportif de la Vigne blanche (située sur la commune de Bellevue), un club de tennis, une salle de gymnastique et le parc Lullin avec des jeux pour les enfants vers le Saugy. La campagne Lullin permet aux propriétaires de chien de lâcher leur animal et d'accéder directement au lac par un tunnel sous la route et le chemin de fer. A l'autre bout du tunnel, les bains du Saugy sont équipés d'un ponton flottant pour nager dans le lac.

### Cultes
La commune dépend de la paroisse catholique de Versoix; la chapelle Sainte-Rita à Bellevue est le lieu de culte catholique le plus proche.
La paroisse protestante qui, outre Genthod, comprend également Bellevue, Collex-Bossy, Pregny-Chambésy et Grand-Saconnex, fait partie de l'Église protestante de Genève. Genthod abrite un temple situé au centre du village.

### Cimetière
Genthod possède un cimetière situé au 11 route de Rennex, entre l'agence postale, l'école et la salle de gymnastique.

## Économie
Le taux de centime additionnel de Genthod est le plus bas du canton, 25.0. La commune de Genthod possède aussi la plus grosse capacité financière du canton, indice : 526,28.
La commune abrite des entreprises comme l'entreprise horlogère Franck Muller. En 2016, Genthod compte 832 emplois sur son territoire.

## Culture et patrimoine

### Héraldique
| Blason | Blasonnement : De gueules au sautoir engrêlé d'or. |

### Monuments et curiosités
- Maison Lullin-de-Saussure (Route du Creux de Genthod, 13-19): la maison est construite dans les années 1720  par l'architecte français Jean-François Blondel pour le compte d'Ami Lullin, fils du banquier genevois Jean-Antoine. La demeure eut ensuite pour propriétaire Horace Bénédict de Saussure en 1765[17].
- Maison Maurice, aujourd'hui de Marignac  (Chemin des Rousse, 15-21) : construite au milieu du XVIIIe siècle pour Antoine Maurice (1677-1756)  pasteur de la République de Genève, professeur en théologie et en langues orientales.  Elle a appartenu par la suite à la princesse Caroline Galitzin, née Walewska, qui la vendit à Denise Dominicé en 1834. Sa fille épouse du chimiste Charles de Marignac l'hérita de sa mère. La demeure appartient aujourd'hui à ses descendants, la famille Barde (originaire du Dauphiné et réfugiée à Genève à la fin du XVIIe siècle).
- « Villa La Gandole » (Rue du Village, 1-5) : édifiée en 1879 par Jacques-Elysée Goss (de) pour Adolphe Dominicé. En novembre 1985, cette maison servit comme un des lieux de réception du sommet Reagan-Gorbatchev, et reçut les 2 chefs d'Etat pour un entretien.
- Domaine de Saugy (Rue du Village, 2-8) :  édifié par le pasteur Abraham Gallatin (1650-1722) à partir de 1701,  la demeure est agrandie en 1750. Au début des années 1800, elle est achetée par Catherine Bruce, une comtesse russe[18], puis en 1823 par le milliardaire américain John Jacob Astor[19]. La propriété change de mains plusieurs fois[20] et en 1973 elle est offerte au canton de Genève par son dernier propriétaire, le banquier Jean Lullin (1893-1985)[21]. En 2011, le 250e anniversaire de la naissance d’Albert Gallatin est commémoré dans le domaine[22],[23].
- Ancien domaine du banquier Pierre Picot (Rue du Village, 9)
- Maison Charles Bonnet, domaine de Beau-Pré (Rue du Village, 18-20) : construite en 1728-1730  [24].
- Maison « Les Chatillons » (Rte  de Malagny, 12)
- Maison « Les Amandoliers » (Rte  de Malagny, 16)
- Maison du Petit-Malagny (Rte  de Malagny, 36) : construite en 1845 par Jacques-Louis Brocher pour le syndic Jean-Jacques Rigaud (aujourd'hui occupée par la Geneva English School (en))
- Domaine du Grand Malagny (Rte  de Malagny, 48-50) : construit par Jean-Louis Bovet pour le syndic Jean-Louis Saladin au milieu du XVIIIe siècle[25].
- Cure de Genthod[26]

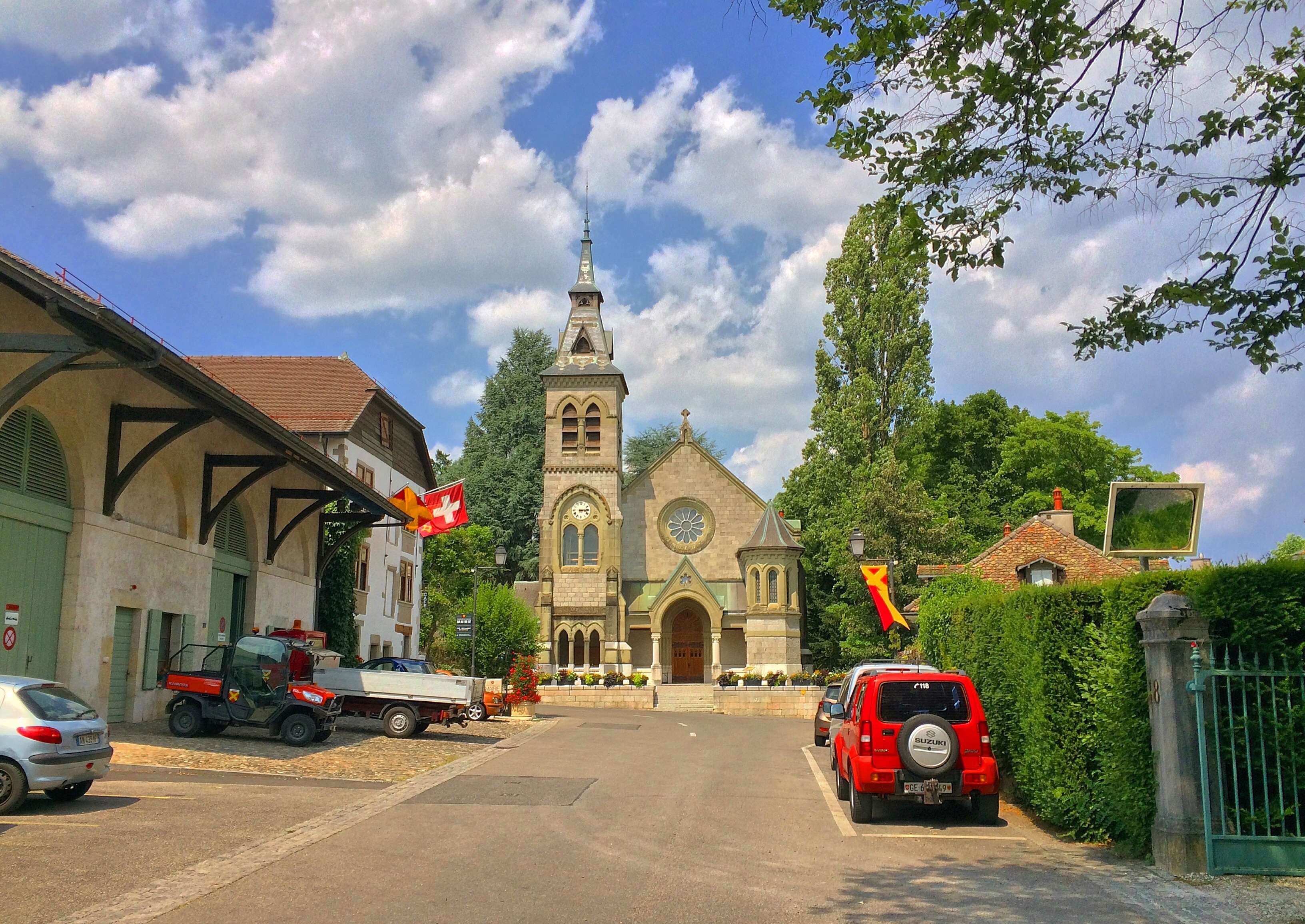
Le centre du village.
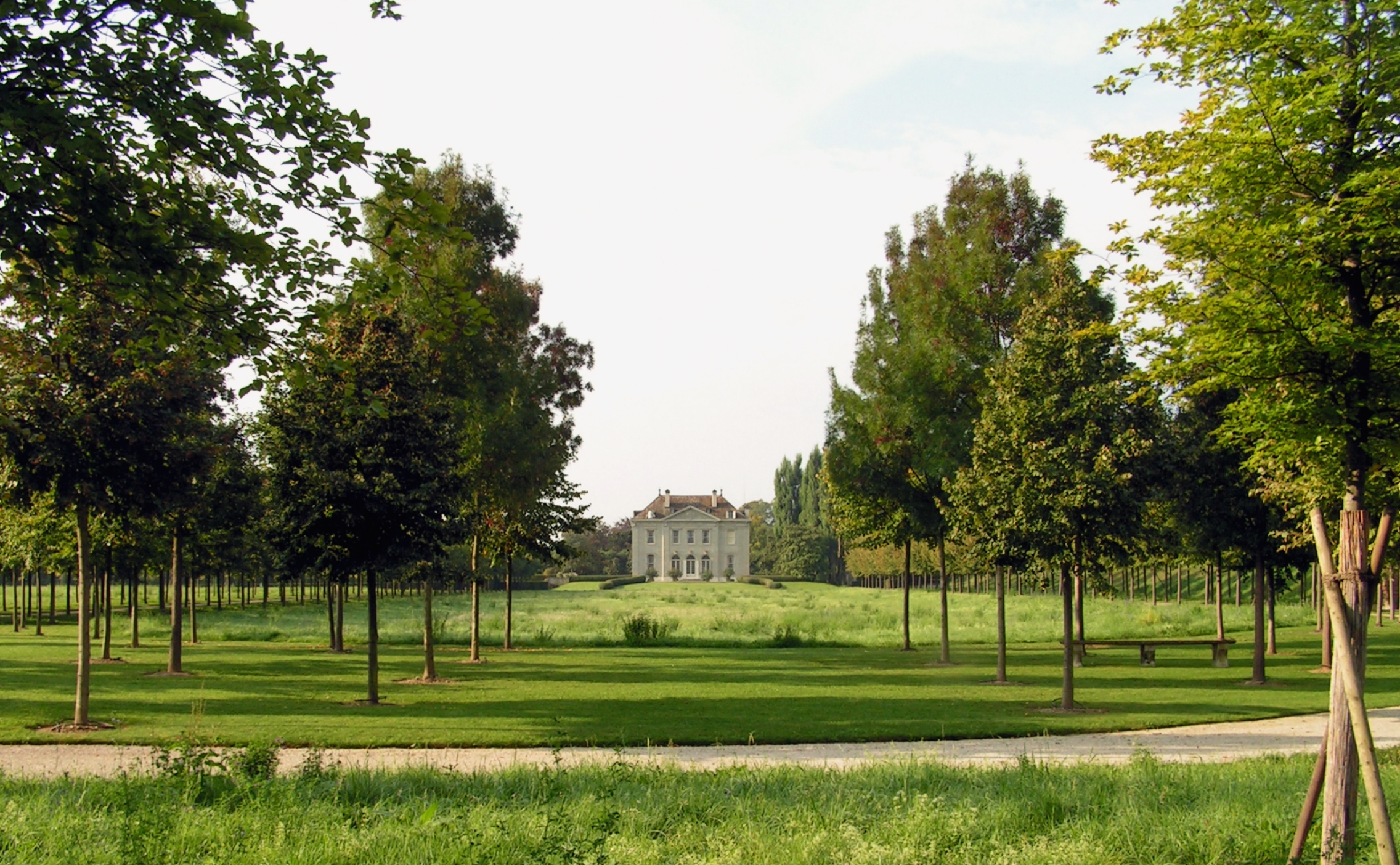
La Campagne du Creux-de-Genthod.
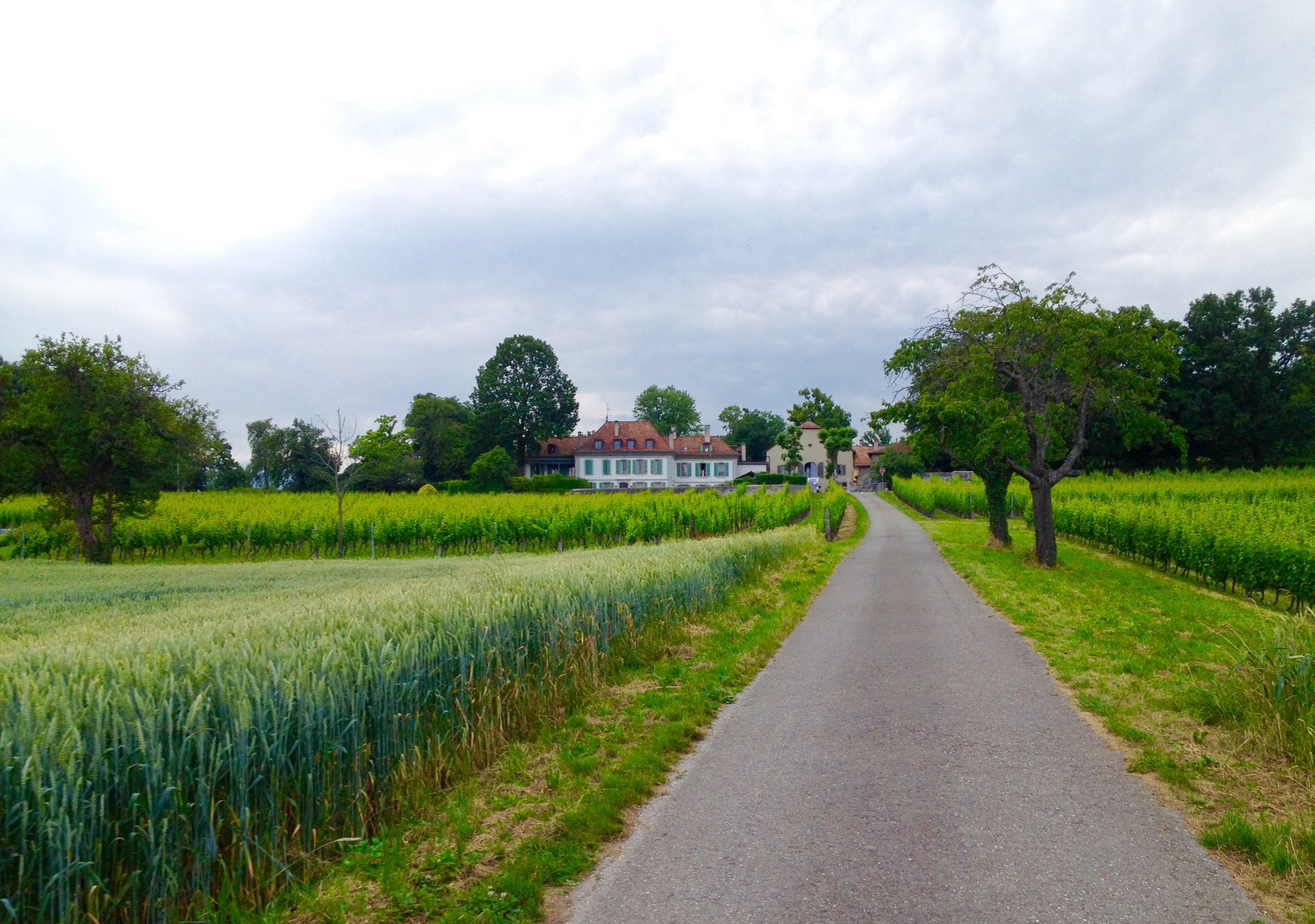
Le château de Genthod.
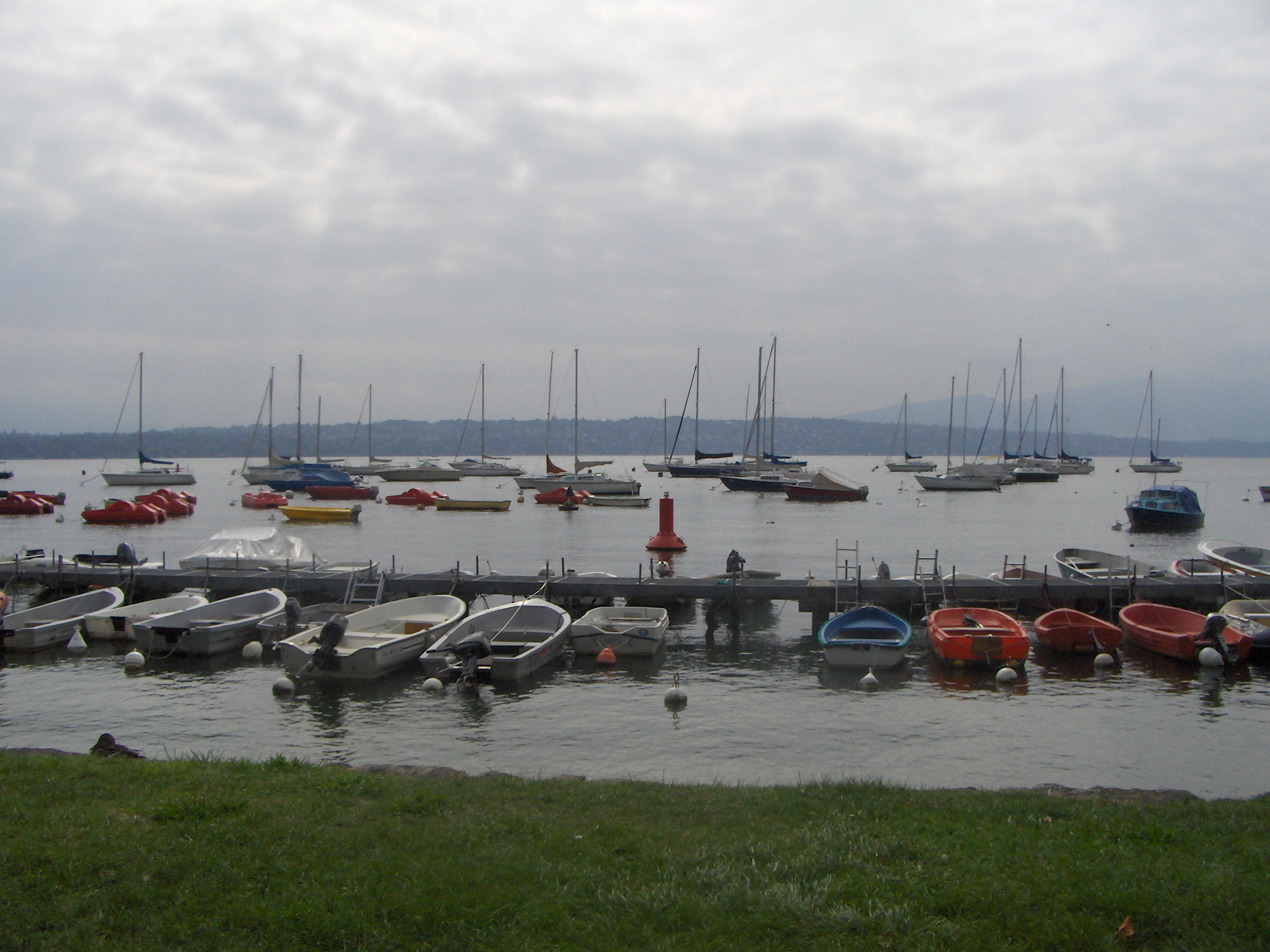
Le port de Genthod.
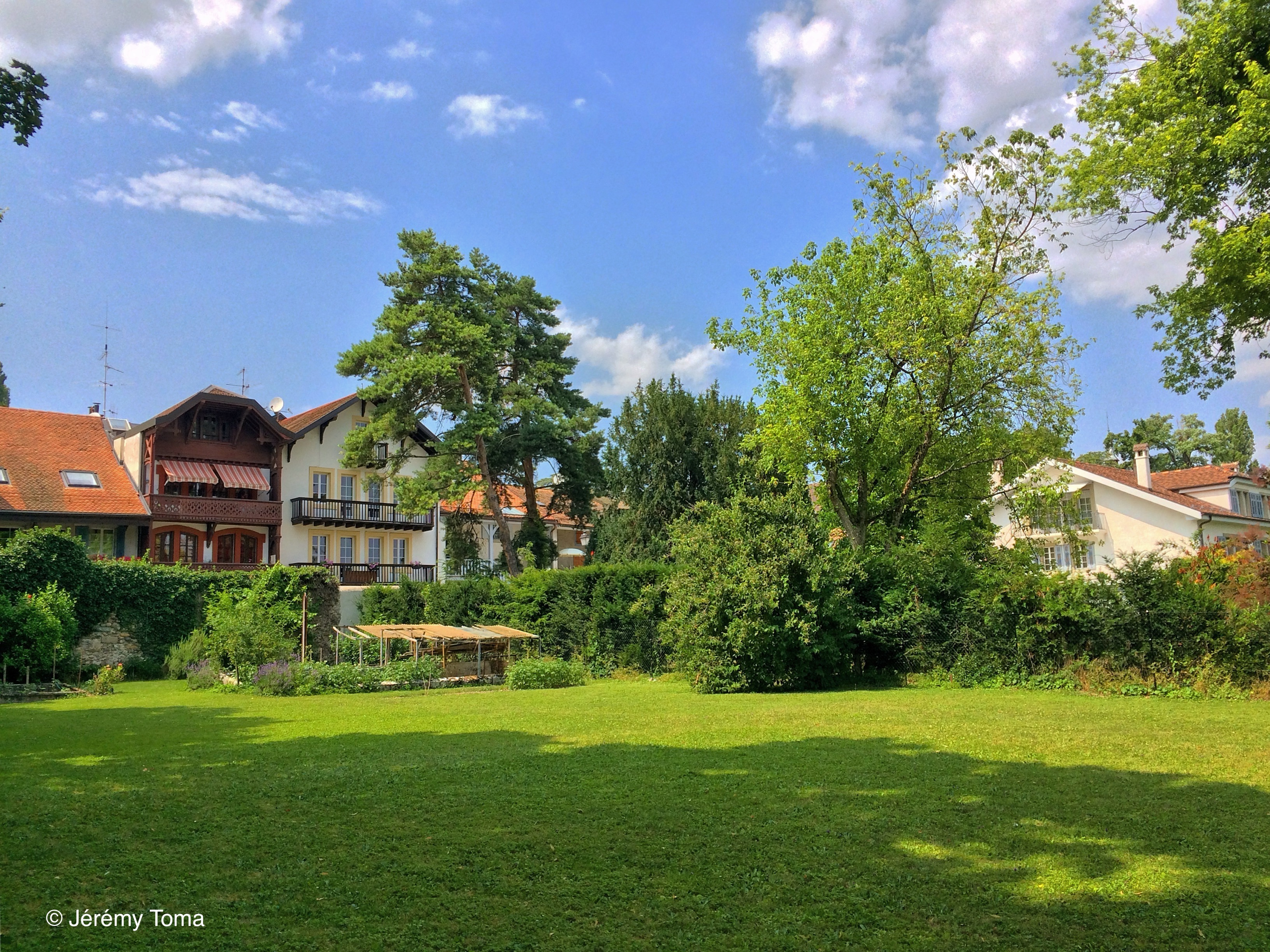
Vue du village.

### Équipements culturels
- La commune est équipée d'une bibliothèque.
- Le centre communal est inauguré le 2 novembre 2013. Un grand spectacle, Genthod en scène, mêlant du théâtre, de la danse, de l'acrobatie, de la musique et de la poésie, est présenté au public. Mis en scène par Pierre Miserez, des comédiens, musiciens, chanteurs, tous genthousiens et des professionnels se partagent la scène.

### Centre ornithologique de Genthod
Créé le 1er juin 1975, à l’initiative de Patrick Jacot et de quelques passionnés (biologistes, vétérinaires, ornithologues) sensibles aux problèmes de l’avifaune, le centre ornithologique recueille et soigne les oiseaux blessés avant de les relâcher dans la nature. Station officielle de soins pour le canton de Genève, sur un terrain de 4 000 m2 mis à disposition par les autorités du canton, il comprend une infirmerie, une salle de haute quarantaine, une animalerie et trente volières de différentes dimensions. Lors de leur réadaptation, les oiseaux ont besoin de la plus grande tranquillité et pour éviter au maximum l’imprégnation de l’homme, le centre n’est donc pas visitable par le public.

### Personnalités
Genthod est souvent le lieu de résidence d'importantes personnalités, comme :
- Jacques Chirac, homme politique français ;
- Ronald Reagan, homme politique américain ;
- Yasser Arafat, homme politique palestinien ;
- Mikhaïl Gorbatchev, homme politique russe ;
- Francesca Pometta, diplomate suisse ;
- Akihito, empereur japonais.